# خوان أغيليرا نونيز
خوان أغيليرا نونيز (بالإسبانية: Juan Aguilera Núñez) (13 سبتمبر 1985 في إسبانيا - ) هو لاعب كرة قدم إسباني في مركز الوسط. لعب مع ريال مدريد وريال مورسيا ومومباي سيتي ونادي بلاتانياس ونادي ليغانيس ونادي نابالكارنيرو ونادي هويسكا.

## وصلات خارجية
- خوان أغيليرا نونيز على موقع قاعدة بيانات كرة القدم.إي يو (الإنجليزية)
- خوان أغيليرا نونيز على موقع Soccerbase.com (لاعب) (الإنجليزية)
- خوان أغيليرا نونيز على موقع Soccerway.com (الإنجليزية)
- خوان أغيليرا نونيز على موقع AS.com (الإسبانية)